# Alexandre Cao de Benós de Les i Pérez
Alexandre Cao de Benós de Les i Pérez   (Tarragona, 24 de desembre de 1974) és un comunista català d'origen aristocràtic. És el president de l'Associació d'Amistat amb Corea (KFA) i ha advocat permanentment per la República Popular de Corea del Nord des de 1990. És delegat especial honorari d'aquest país, i delegat especial del Comitè per a les Relacions Culturals amb els Països Estrangers. A Corea del Nord és conegut pel nom de 조선일, Cho Sun-il, «Corea és una».
Viu a cavall de Vespella de Gaià, Corea del Nord i voltant pel món treballant en els seus càrrecs de representació del país asiàtic i com a consultor de tecnologies de la informació. Posseeix dues ciutadanies: l'espanyola i la nord-coreana.

## Orígens familiars
Procedent d'una família de la noblesa, descendeix per via paterna dels barons de Les, els marquesos de Rosalmonte i els comtes d'Arjelejo, aristòcrates amb reconeixement de grans d'Espanya, vinculats durant segles a l'Exèrcit i l'Armada d'Espanya i d'idees carlines i d'extrema dreta. Un dels seus avantpassats, Francesc Cao de Benós, baró de Les, d'origen aranès, va lluitar a favor de Felip V en la Guerra de Successió Espanyola. Un altre avantpassat, Gaspar Cao de Benós de Les i Valdés, va ser un militar nascut a Reus que arribà a Mariscal de Camp. Encara que el seu avi, Rafael Francisco Cao de Benós de Les i Nestares, va néixer ric, va perdre la seva herència i va acabar treballant de guarda per a Repsol-Butà.

## Activitats oficials
Cao de Benós va fundar l'Associació d'Amistat amb Corea l'any 2000 i va crear les primeres pàgines web oficials de Corea del Nord. Va militar en els Col·lectius de Joves Comunistes (joventuts del Partit Comunista dels Pobles d'Espanya) de Granada a començaments dels anys 90. Abans d'això, el 1993, va intentar fallidament constituir una associació similar a la localitat granadina de La Zubia.

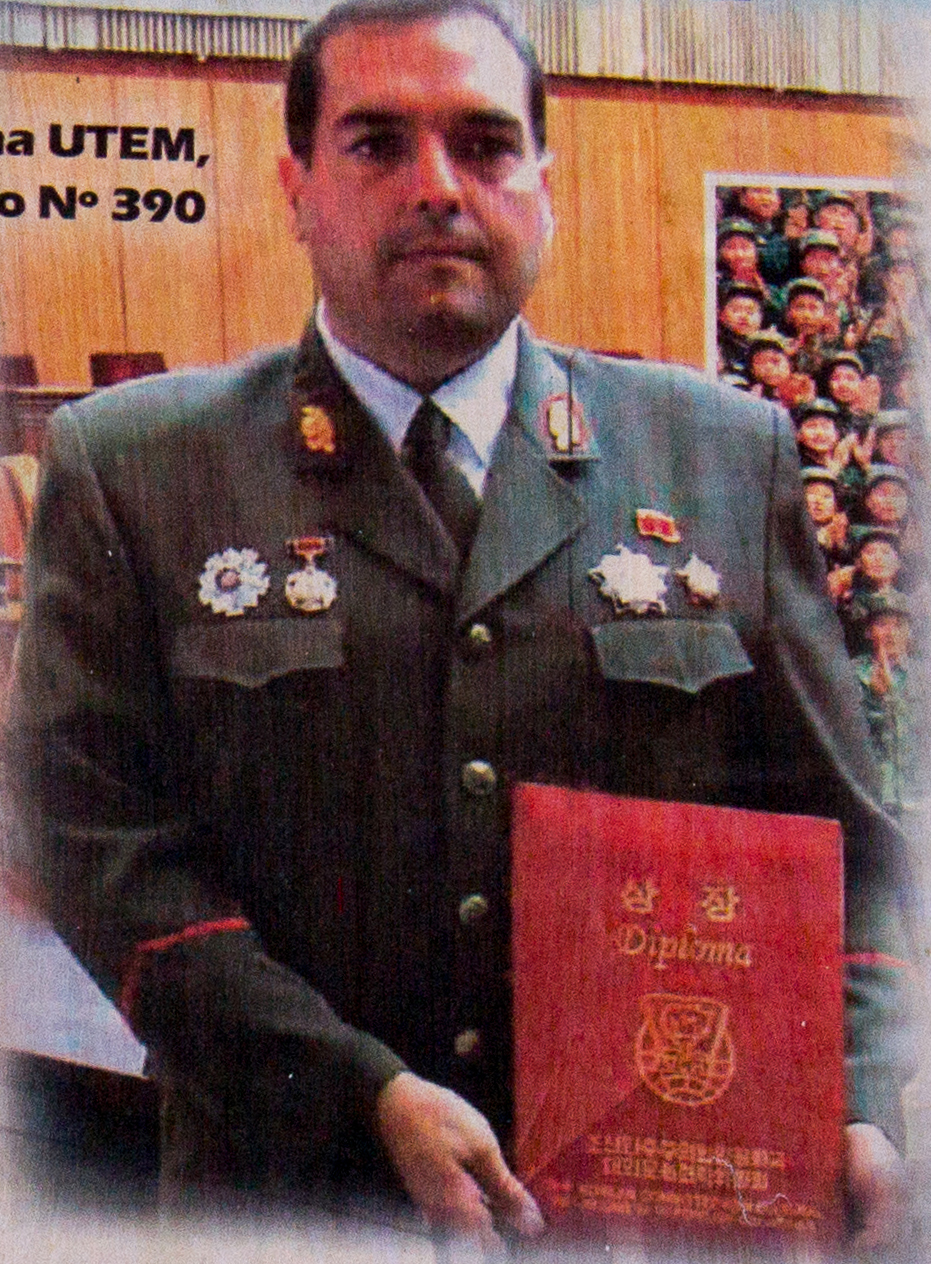
Fotografia d'Alejandro extreta d'un cartell d'una conferència que va donar a Xile el 2014.

Com a representant oficial del país asiàtic, ha organitzat nombrosos viatges de delegacions estrangeres a Corea del Nord, incloent-hi intercanvis culturals i viatges de negocis. A més ha escrit articles sobre la situació política del país, tot a fi d'exposar la posició de Corea del Nord a l'estranger. Afirma que els seus objectius són aconseguir una major comprensió del país asiàtic en l'exterior i assolir la reunificació de la península coreana. El govern de Corea del Nord l'ha distingit en diverses ocasions, a més de les seves funcions com a portaveu i delegat diplomàtic, com a membre honorari del Partit dels Treballadors Coreans, soldat honorari de l'Exèrcit Popular de Corea, i periodista honorari de Corea del Nord. Així mateix, ha assumit funcions de representació comercial del govern nord-coreà, a través del Centre Internacional de Negocis de Corea (International Korea Business Center).

## Crítiques
Cao ha estat criticat per algunes de les seves actuacions com, per exemple, per haver expulsat membres de l'Associació d'Amistat amb Corea per "falta de respecte". També ha estat acusat d'amenaçar i intimidar periodistes crítics amb Corea del Nord. Quan Andrew Morse d'ABC News va visitar el país el 2004 convidat per l'associació, fou acusat d'usar llenguatge sensacionalista per descriure les granges cooperatives de Kochang i un cop a Pyongyang va regirar la seva habitació d'hotel, confiscant les gravacions, fent malbé el seu ordinador portàtil i obligant-lo a firmar una carta demanant disculpes, per poder abandonar el país. El 2002, Michael Moynihan, autor del blog polític The Politburo, va intentar participar en un concurs d'assaigs organitzat per l'associació. Va rebre una resposta d'Alejandro Cao indicant que, per les seves anteriors crítiques a Corea del Nord, no rebria ajuda de l'associació per obtenir un visat que li permetés entrar al país. La resposta de Cao incloïa la direcció personal i el número de telèfon privat de Moynihan. El 14 de juny de 2016 va ser detingut per la Guàrdia Civil en el marc d'una operació contra el tràfic d'armes il·legals.